# Międzyzdroje (gmina)
Międzyzdroje est une gmina mixte du powiat de Kamień, Poméranie occidentale, dans le nord-ouest de la Pologne. Son siège est la ville de Międzyzdroje, qui se situe environ 23 km à l'ouest de Kamień Pomorski et 58 km au nord de la capitale régionale Szczecin.
La gmina couvre une superficie de 117,17 km2 pour une population de 6 502 habitants en 2016.

## Géographie
Outre la ville de Międzyzdroje, la gmina inclut les villages de Grodno, Lubin, Trzciągowo, Wapnica, Wicko et Zalesie.
La gmina borde la ville de Świnoujście et les gminy de Stepnica et Wolin.